# 物种描述
物種描述是科學家對新發現的物種所進行之正式科學描述，通常採用科學文獻的形式來進行。

## 概述
物種描述的目的是對一種新的生物物種進行清晰的描述，並解釋它與之前描述過的或相關的物種有何不同。物種描述必須遵循隨著時間的推移而建立的指導方針。科學界在替一種新的生物物種命名時需要遵守各自的規範，例如假如所發現的新物種是動物，則為其命名時須遵循國際動物命名規約，假如所發現的新物種是植物，則為其命名時須遵循國際藻類、真菌和植物命名規約，假如所發現的新物種是病毒，則為其命名時須遵循國際病毒分類委員會所制定的替病毒命名之方法。
地球上實際存在的物種約有870萬種，其中約190萬種已被識別和描述。